# Oscar de Barros Serra Dória
Oscar de Barros Serra Dória (São José do Rio Preto, 25 de julho de 1917 - São José do Rio Preto, 28 de janeiro de 1989) foi um médico, professor e político brasileiro, que notabilizou-se como um dos fundadores da Faculdade de Medicina de São José do Rio Preto e pela fundação do Hospital das Clínicas daquela cidade (atualmente Hospital de Base), que idealizou, sendo um dos responsáveis por fazer da cidade paulista uma referência nacional na medicina.

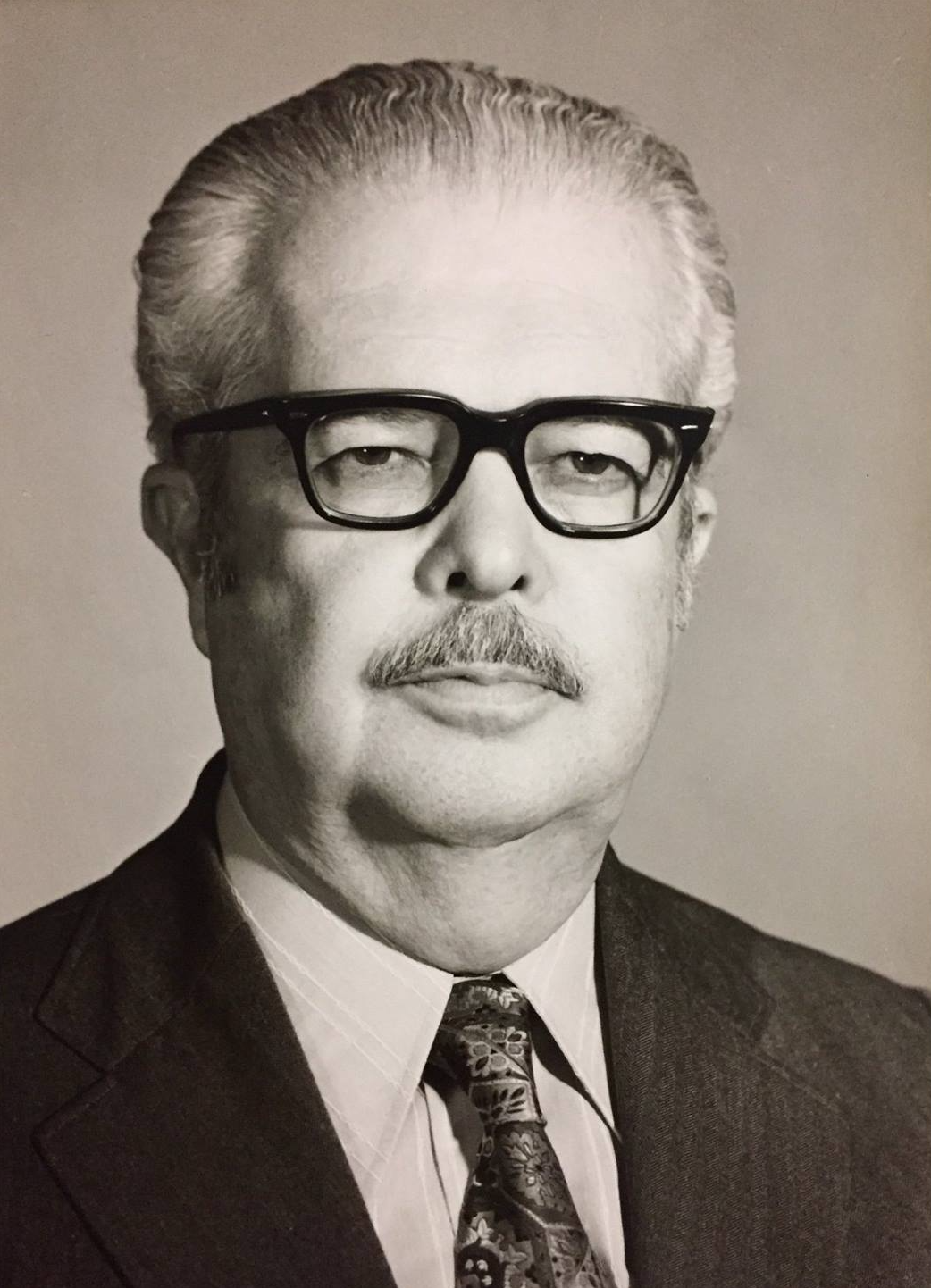
Dr. Oscar de Barros Serra Dória, década de 1980

Membro de diversas instituições profissionais nacionais estrangeiras, Serra Dória foi autor de dezenas de estudos científicos. Membro da Academia de Medicina de São Paulo, em 1976. Desenvolveu uma técnica de operação do megaesôfago, pioneira na sua época.

## Biografia

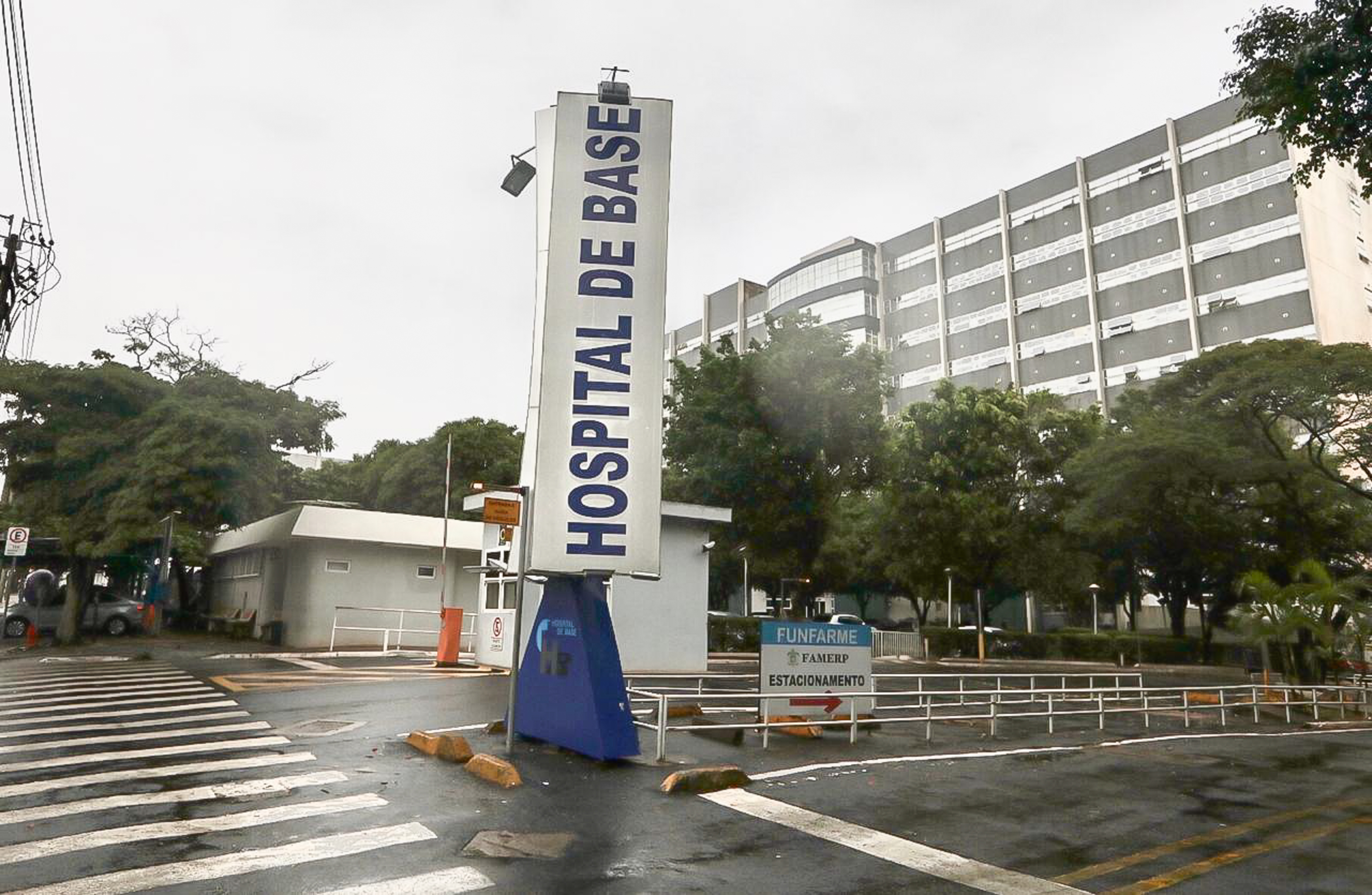
Hospital de Base, idealizado e fundado por Serra Dória, hoje com seu nome.

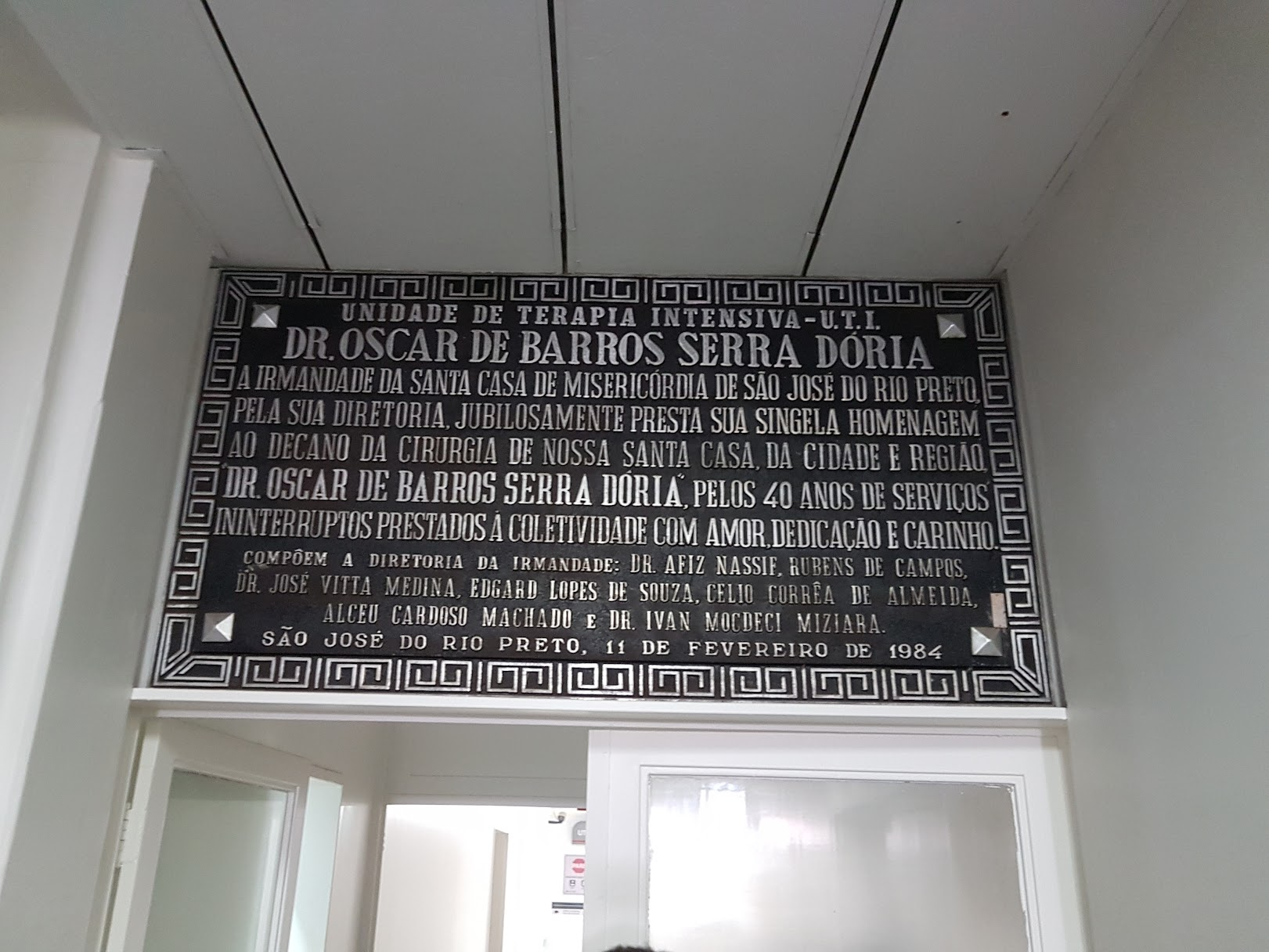
Placa em homenagem ao Dr. Serra Dória

Estudou nos primeiros anos na cidade natal e, quando alundo do Ginásio São Joaquim, fundou ali o Centro Estudantil Rui Barbosa, que presidiu. Após formar-se pela Faculdade Federal de Medicina de Belo Horizonte em 1944, trabalhou na cidade natal como assistente do tio Cenobelino de Barros Serra entre 1945 e 1953.
Sua técnica para o tratamento do megaesôfago em pacientes com o mal de Chagas, doença bastante comum no país então, é ainda utilizada. É denominada "Técnica de Serra Dória para o tratamento do Megaesôfago Chagásico".
Foi casado com a mineira de Divinópolis, Maria Silva Dória, com quem teve dois filhos: Ricardo e Marcelo. Especializado em cirurgia geral, realizou mais de quinze mil operações na carreira, além de como professor universitário haver auxiliado na formação de inúmeros profissionais.
Atuou na política local militando inicialmente no Partido Democrata Cristão e, com a instalação da ditadura militar no país, foi um dos fundadores do MDB de Rio Preto. Embora preferisse atuar nos bastidores chegou a ser candidato a vice-prefeito.
Morreu na Santa Casa de Rio Preto, de infarto, em 28 de janeiro de 1989.

## Homenagens
Na cidade natal Serra Dória é nome de ruas e escolas.
Em 1999 o Hospital de Base passou se chamar "Hospital de Base Dr. Oscar de Barros Serra Dória".